# Vítkovice (Ostrava)

Lage des Stadtbezirkes in Ostrava

Vítkovice (deutsch Witkowitz) ist ein Stadtbezirk der Statutarstadt Ostrava in Tschechien. Er liegt drei Kilometer südlich des Stadtzentrums.

## Geographie
Vítkovice liegt links der Ostravice im Ostrauer Becken. Durch den Bezirk führen die Staatsstraße 56 von Frýdek-Místek nach Hlučín sowie 11 von Opava nach Šenov.
Angrenzende Ortsteile sind Moravská Ostrava (Mährisch Ostrau) und Slezská Ostrava (Schlesisch Ostrau) im Norden, Radvanice im Nordosten, Kunčičky und Kunčice im Osten, Hrabůvka im Südosten, Dubina im Süden, Bělský Les im Südwesten, Zábřeh im Westen sowie Hulváky im Nordwesten.
Für den Stadtbezirk Vítkovice sind keine Ortsteile ausgewiesen. Er besteht aus den Katastralbezirken Vítkovice und Zábřeh-VŽ.

## Geschichte
Vítkovice wurde 1357 als Witchendorff erstmals schriftlich erwähnt, als die Brüder Peter und Johann von Paskov die Erbgerichtsbarkeit ihres Vetters Michael bestätigten. Der Name des Ortes stammt wahrscheinlich von Witek von Wigstein, der 1369 mit der bischöflichen Burg Schauenstein belehnt war. Zu Beginn des 15. Jahrhunderts kam das Dorf zur Herrschaft Hochwald und wurde mit dieser durch Kaiser Sigismund an Nikolaus Sokol von Lamberg verpfändet. 1581 bestand das Dorf aus 12 Anwesen und hatte zwischen 80 und 100 Einwohner. Bis 1772 war die Zahl der Bewohner auf 233 angewachsen. Bis ins erste Drittel des 19. Jahrhunderts blieb Witkowitz ein Bauerndorf.

### Industrialisierung

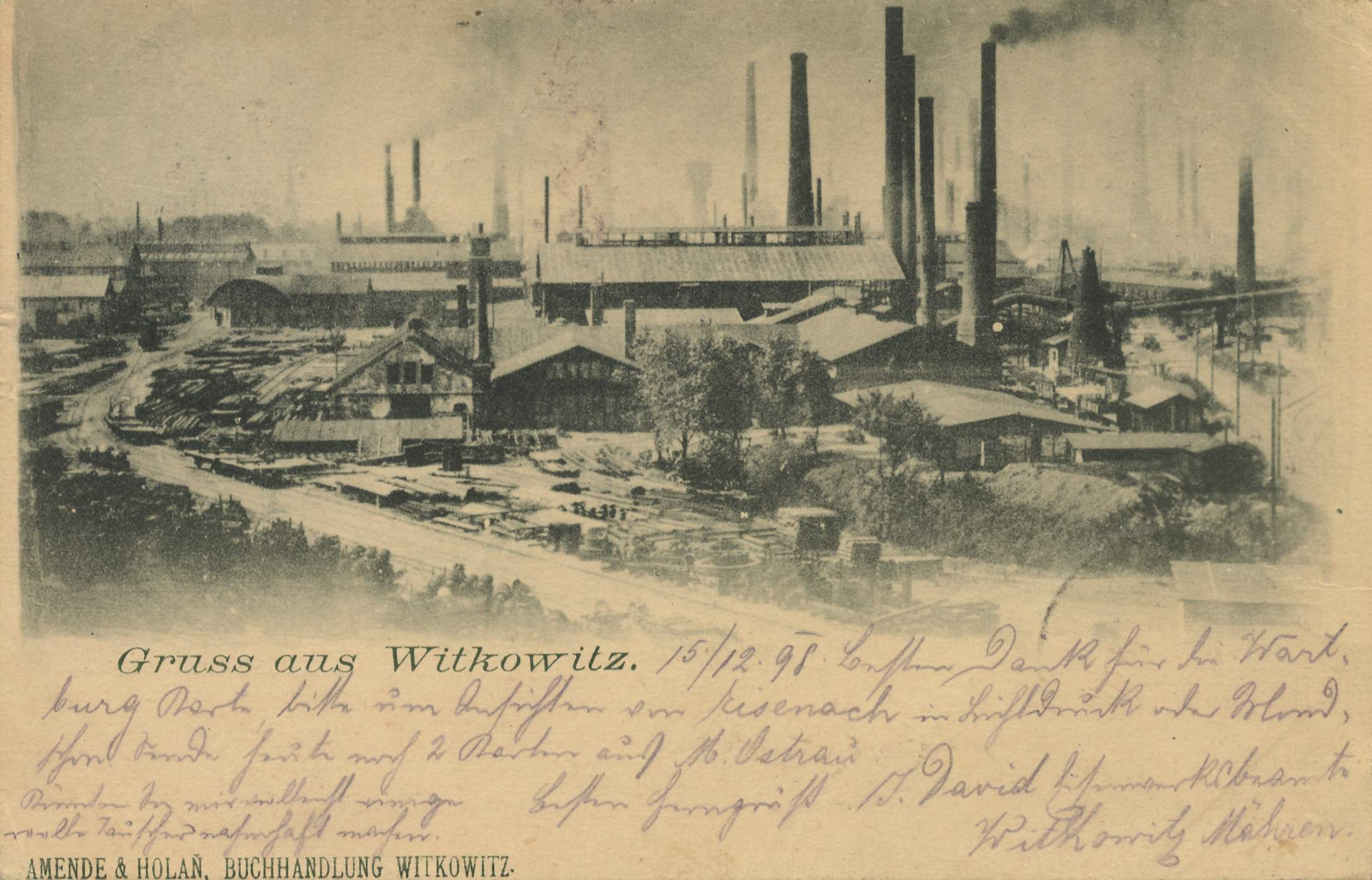
Die Witkowitzer Bergbau- und Hüttenwerke (1898)

1828 ließ der Olmützer Erzbischof Rudolf Rainer nördlich des Dorfes eine Eisenhütte, die als erste in der k.k. Monarchie nach dem Puddelverfahren arbeitete, erbauen. Nachdem der Bischof drei Jahre später verstorben war, war Salomon Rothschild bestrebt, die zu den erzbischöflichen Eisenwerken in Friedland gehörende moderne und rentable Rudolfshütte vom Domkapitel zu erwerben, was ihm 1843 gelang. Zwischenzeitlich ließ das Betreiberkonsortium 1836 das Werk um einen Koksofen und drei Jahre später um ein Walzwerk erweitern. 1843 hatte Witkowitz 328 Einwohner.
Ab 1850 bildete Witkowitz eine Gemeinde im Bezirk Mistek. Rothschild, der auch den Bau der Kaiser Ferdinands-Nordbahn finanzierte, ließ vom Bahnhof Mährisch Ostrau in Priwoz eine Anschlussbahn zu seinen Witkowitzer Eisenwerken und der Grube Caroline erbauen, die 1855 fertiggestellt war. Die Kaiser-Ferdinands-Nordbahn kaufte die Montanbahn auf und verlängerte sie 1862 bis Michalkowitz und 1870 bis Dombrowa und Orlau. Unter den Rothschilds entstand die Arbeitersiedlung Neu Witkowitz. Die 1873 gegründete Witkowitzer Bergbau- und Hüttengewerkschaft war das größte Hüttenwerk der Habsburger Monarchie. Um 1900 besaß sie eine Kokerei, Hochöfen, Bessemer- und Martinstahlhütten, eine Maschinenfabrik mit Gießerei, Brückenbauanstalt und Kesselschmiede, Walzhütten, ein Röhrenwalzwerk, eine Gußstahl- und Panzerplattenfabrik sowie Ziegelei, Kalkbrennerei, Fabrik feuerfester Steine, Kupferextraktionsanstalt, Gas- und Elektrizitätswerk.
Für die Hüttenarbeiter entstanden Mietshäuser und Kolonien. Der Ort wuchs rasch an und die Arbeiter kamen nicht nur aus Mähren und Österreichisch Schlesien, sondern wanderten auch aus dem Deutschen Reich, Russisch Polen und besonders als Billigkräfte aus Galizien zu. 1880 hatte Witkowitz einen Anteil von 57 % der Eisenproduktion in Mähren und Österreichisch-Schlesien. 1885 wurden die Metallwerke Dingo-Dienenstahl und die Zementfabrik von Adolf Suesse & Comp. gegründet. 1888 entstand die Kirche und wenig später auch eine Synagoge. 1891 eröffnete in Witkowitz die Steinkohlenzeche Louis. Nachfolgend siedelten sich weitere kleinere Unternehmen an. 1902 wurde ein Rathaus errichtet und die Industriegemeinde erhielt eine städtische Infrastruktur.
Im Jahr 1900 wurde Witkowitz dem neuen Bezirk Mährisch Ostrau zugeordnet. 1900 hatte die Gemeinde eine Fläche von 436 Hektar und 511 Gebäude mit 19123 Einwohnern (4386 Personen/km²). Davon waren 7898 (41,3 %) deutschsprachig, 7677 (40,1 %) tschechischsprachig und 2519 (13,2 %) anderer Sprache – hauptsächlich polnischsprachige Zuwanderer aus Westgalizien; 17755 (92,8 % der gesamten Ortsbevölkerung) waren Katholiken, 646 (3,4 %) Protestanten, 716 (3,7 %) Juden, 6 anderen Glaubens.

### Frühes 20. Jahrhundert
Am 11. Dezember 1908 wurde Witkowitz durch Kaiser Franz Joseph I. zur Stadt erhoben. 1910 lebten in der Stadt über 23.000 Menschen. Diese Zahl stieg bis 1921 auf 27.359 an. In den Hüttenwerken und Maschinenfabriken der Stadt waren zu dieser Zeit etwa 22.200 Menschen beschäftigt. Im Jahre 1924 wurde Witkowitz/Vitkovice im Zuge der Pläne zur Schaffung eines „Groß Ostrau“ nach Mährisch Ostrau eingemeindet.

### Nach 1945 bis 1990
Nach dem Zweiten Weltkrieg wurde die Bausubstanz in Vítkovice stark vernachlässigt und zum Ende der 1960er-Jahre begann ein teilweiser Abriss der verfallenen Gründerzeithäuser für die Erweiterung des Hüttenwerkes. Die Witkowitzer Bergbau- und Hüttengewerkschaft wurde 1948 verstaatlicht und in den 1950er-Jahren nach dem verstorbenen Staatspräsidenten Klement Gottwald in „Klement-Gottwald-Eisenwerke“ umbenannt. In den 1970er-Jahren wurde mit der Errichtung einer großen Plattenbausiedlung auf der grünen Wiese nach Westen hin bis Zábřeh begonnen.

### Seit 1990
Nach der Samtenen Revolution begann ab 1989 die Sanierung der alten Bausubstanz von Vítkovice und die Erhaltung der Industriedenkmäler. 1990 entstand der Stadtbezirk Vítkovice. 1991 hatte der Ort 7292 Einwohner. Im Jahre 2001 bestand Vítkovice aus 708 Wohnhäusern, in denen 7518 Menschen lebten.

## Wirtschaft
Ansässige Unternehmen:
- JC TRANS, s.r.o. – Güter- und Personenverkehr
- Škoda Vagonka
- Vítkovice Steel a.s.
- Vítkovice Machinery Group
  - Hutní montáže a.s.

## Sport
Auf der Flurgrenze zu Zábřeh befindet sich die ČEZ Aréna. Sie ist die Spielstätte des 1928 gegründeten Eishockeyclubs HC Vítkovice. Seit 1919 ist in der Stadt der Fußballverein FC Vítkovice ansässig.

## Söhne und Töchter der Stadt
- Viktor von Scheuchenstuel (1857–1938), General
- Eduard Pant (1887–1938), Journalist und Politiker
- Karl Brand (1895–1917), Lyriker
- Alexander Sacher-Masoch (1901–1972), österreichischer Schriftsteller
- Ilse Weber (1903–1944), tschechische Schriftstellerin
- Leopold Ludwig (1908–1979), deutscher Kapellmeister
- Josef Schwarz (1910–1985), deutscher Politiker
- Beno Blachut (1913–1985), tschechischer Tenor
- Miroslav Klega (1926–1993), tschechischer Komponist
- Kristian Kunert (* 1941), deutscher Erziehungswissenschaftler
- Peter Burian (* 1931), Historiker
- Walter Josef Lorenz (* 1932), deutscher Biophysiker

## Sehenswürdigkeiten

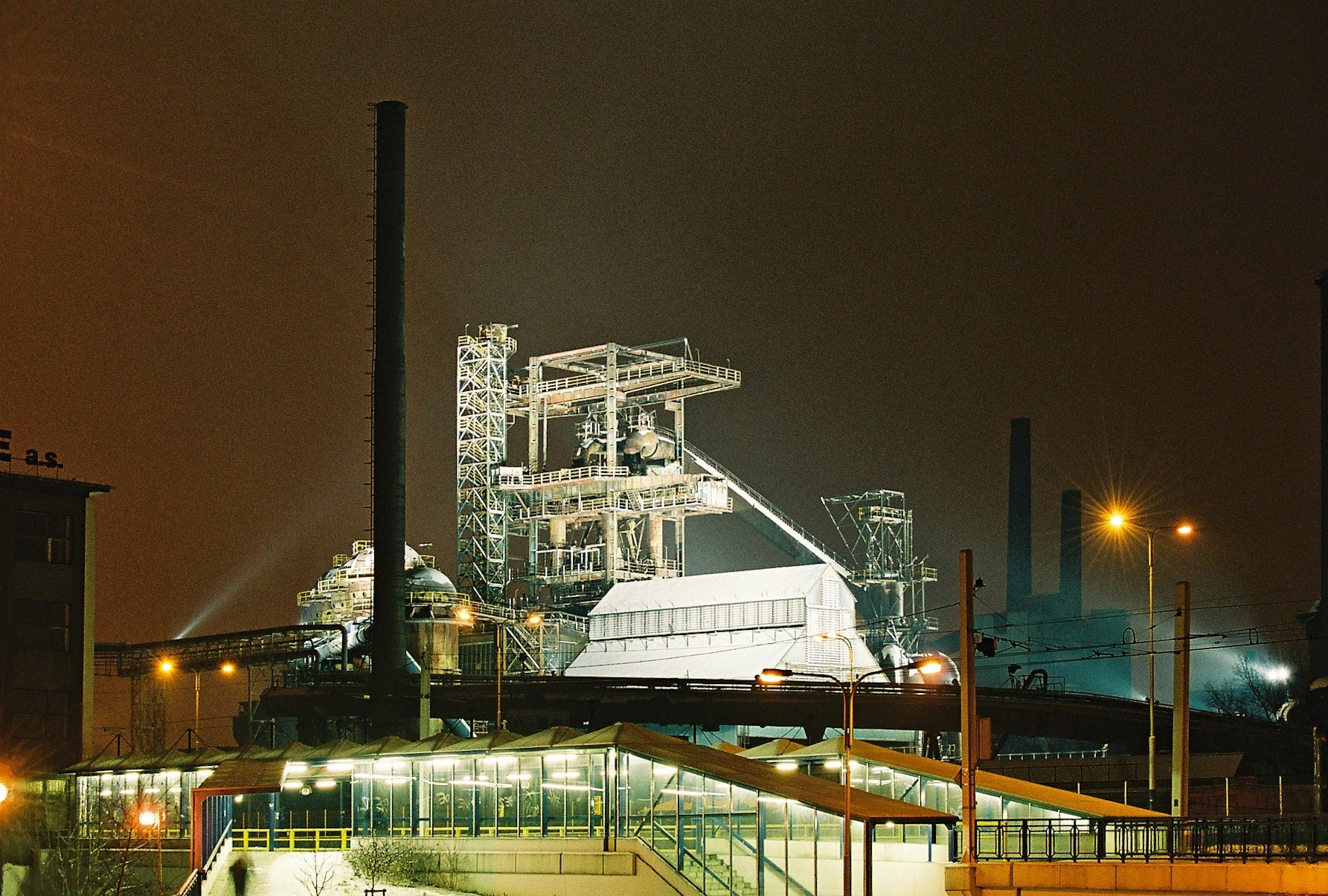
Hochofen der Eisenwerke

- Witkowitzer Eisenwerke, der Hochofen und die Eisengießerei-Kokerei wurden 2002 zum Nationalen Kulturdenkmal erklärt
- Schloss Vitkovice, errichtet 1846–1847 für Salomon Rothschild, heute im Besitz der Vítkovice Holding a.s.
- neogotische Pfarrkirche St. Paul, erbaut 1888
- Gelände der Zeche Jeremenko, früher Zeche Louis, Technisches Denkmal
- Rathaus, erbaut 1902